# Comité Federal de Mercado Abierto
El Comité Federal de Mercado Abierto (en inglés: Federal Open Market Committee; acrónimo: FOMC) es un componente del Sistema de la Reserva Federal que tiene la obligación legal de supervisar las operaciones de mercado abierto en los Estados Unidos y es, además, el principal instrumento para aplicar la política monetaria estadounidense. El comité fija la política monetaria al especificar el objetivo de corto plazo para esas operaciones, que actualmente es un nivel objetivo para la tasa de fondos federales (la tasa que los bancos comerciales se cobran por préstamos entre ellos de la noche a la mañana). El FOMC también dirige operaciones del Sistema de la Reserva Federal en los mercados de moneda extranjera, aunque toda intervención en ellos es coordinada con el Tesoro de los Estados Unidos, el cual tiene la responsabilidad de formular las políticas estadounidenses relacionadas con el valor del tipo de cambio del dólar.

## Membresía del FOMC
El Comité Federal de Mercado Abierto fue creado por estatuto codificado en el 12 U.S.C § 263, y consiste de doce miembros con derecho a voto: los siete miembros de la Junta de la Reserva Federal y cinco de los doce presidentes de los Bancos de la Reserva Federal. El presidente del Banco de la Reserva Federal de Nueva York es miembro fijo de este comité, y los otros presidentes sirven plazos rotativos de un año. Las plazas rotativas se colocan de los siguientes 4 grupos de bancos, un presidente por cada grupo: Boston, Filadelfia y Richmond; Cleveland y Chicago; Atlanta, St. Louis y Dallas; Minneapolis, Kansas City y San Francisco.
Todos los presidentes de los Bancos de la Reserva Federal, aunque no tengan derecho a voto, asisten a las reuniones del comité, participan en las discusiones y contribuyen a la evaluación que hace el comité de la economía del país. El comité se reúne ocho veces al año, cerca de una vez cada seis semanas.

## Reuniones
Por ley, el FOMC debe reunirse al menos cuatro veces al año en Washington D. C.. Desde 1981, se han celebrado ocho reuniones calendarizadas en intervalos de cinco a ocho semanas. Si las circunstancias requieren la consideración de una acción entre las reuniones programadas, los miembros pueden ser llamadas a asistir a una reunión especial o a una conferencia telefónica, o a votar por una acción propuesta por medio de telegrama o teléfono. En toda reunión programada, el comité vota sobre la política que debe ser ejecutada en los intervalos entre reuniones.
La asistencia a las reuniones es restringida debido a la naturaleza confidencial de la información discutida, y es por lo tanto limitada a sus miembros, presidentes de los Bancos de la Reserva Federal no-miembros del comité, personal del comité, el Gerente del System Open Market Account, y un número reducido de personal de la Junta y de los Bancos de la Reserva.

## El proceso de toma de decisiones
Antes de cada reunión programada del FOMC, el personal del sistema prepara informes sobre desarrollos pasados y futuros en la economía y las finanzas, que son enviados a los asistentes a la reunión. También se reparten informes preparados por el gerente del System Open Market Account sobre operaciones en el mercado abierto doméstico y sobre monedas extranjeras. Ya en la reunión, el personal presenta informes orales de la situación actual y esperada de los negocios, la condición de los mercados financieros, y de desarrollos en los mercados financieros internacionales. En sus discusiones, el comité toma en consideración factores como los patrones en precios y salarios, empleo y producción, ingreso del consumidor y gastos, construcción residencial y comercial, inversiones de negocios e inventarios, mercados de monedas extranjeras, tasas de interés, agregados de moneda y crédito, y política fiscal. El gerente del System Open Market Account también informa sobre las transacciones llevadas a cabo desde la última reunión.
Después de estos informes, los miembros del comité y los otros presidentes de los Bancos de la Reserva empiezan a hablar de política. Usualmente, cada participante expresa sus propias apreciaciones del estado de la economía y propone la dirección que debería tomar la política monetaria. Luego, cada uno realiza una recomendación más explícita de la política para el periodo entre reuniones (o para más tiempo).

## Consenso
Finalmente, el comité debe alcanzar un consenso sobre el curso apropiado de la política económica, el cual es incorporado en una directiva al Banco de la Reserva Federal de Nueva York - el banco que ejecuta las transacciones en el System Open Market Account. La directiva está hecha para darle guía al Gerente en la conducción de las operaciones del día a día en los mercados. La directiva debe ayudar a alcanzar los objetivos de largo plazo del comité para lograr crecimiento de ciertos agregados monetarios y crediticios.

## Posición sobre la inflación
Usualmente, los miembros del comité se dividen en dos grupos: aquellos con una posición firme contra la inflación y los que sostienen una postura o posición débil.
Estos últimos tienden a preferir un constante crecimiento económico y una inflación moderada. Sus críticos alegan que están más preocupados con el crecimiento del PIB que con la contención de la inflación. Por lo tanto, este grupo se inclina por recortar las tasas de interés. Algunos de estos partidarios son Alan Blinder y Janet Yellen.
Los del grupo contrario, los que se oponen fuertemente a la inflación, tienen como objetivo primordial mantenerla en el mínimo posible. El antiguo presidente de la Fed, Alan Greenspan, tenía la extraordinaria reputación de mantener las tasas de interés bajas sin desatar miedo de presiones inflacionarias. Ben Bernanke ha intentado posicionarse como un ferviente enemigo de la inflación, sin embargo, la crisis crediticia e inmobiliaria desatada en los Estados Unidos ha obligado a la Fed a reducir drásticamente las tasas de interés. Paul Volcker y William Poole ejercieron también una fuerte política anti-inflación.

## Miembros actuales
Los miembros para 2022 del FOMC son:
Miembros
- Jerome H. Powell, Junta de Gobernadores, Presidente
- John C. Williams, Nueva York, Vicepresidente
- Michael S. Barr, Junta de Gobernadores
- Michelle W. Bowman, Junta de Gobernadores
- Lael Brainard, Junta de Gobernadores
- James Bullard, St. Louis
- Susan M. Collins, Boston
- Lisa D. Cook, Junta de Gobernadores
- Esther L. George, Kansas City
- Philip N. Jefferson, Junta de Gobernadores
- Loretta J. Mester, Cleveland
- Christopher J. Waller, Junta de Gobernadores

Miembros Alternos
- Charles L. Evans, Chicago
- Patrick T. Harker, Philadelphia
- Neel Kashkari, Minneapolis
- Lorie K. Logan, Dallas
- Helen E. Mucciolo, Primer Vicepresidenta Interina, Nueva York

Rotación de membresía del FOMC
La membresía en el comité cambia en la primera reunión programada del año.
Miembros para 2023 - Nueva York, Chicago, Philadelphia, Dallas, Minneapolis.
Miembros alternos para 2023 - Nueva York, Cleveland, Richmond, Atlanta, San Francisco.

## Enlaces
- Federal Open Market Committee: sitio oficial
- University of Rochester: Shadow Open Market Committee Archivado el 23 de septiembre de 2004 en Wayback Machine.
- Federal Reserve Board: Come with Me to the FOMC (en inglés)
- What happens to the markets on "Fed Days" Gráficos de la Fed

- Datos: Q2289022
- Multimedia: Federal Open Market Committee / Q2289022